# Уеса
Уеса (ісп. Huesa) — муніципалітет в Іспанії, у складі автономної спільноти Андалусія, у провінції Хаен. Населення — 2667 осіб (2010).
Муніципалітет розташований на відстані близько 300 км на південь від Мадрида, 65 км на схід від Хаена.
На території муніципалітету розташовані такі населені пункти: (дані про населення за 2010 рік)
- Арройо-Молінос: 0 осіб
- Сеаль: 19 осіб
- Кортіхо-Нуево: 2 особи
- Уеса: 2534 особи
- Серрільйо: 112 осіб

## Демографія
Динаміка населення (INE ):